# UNFICYP

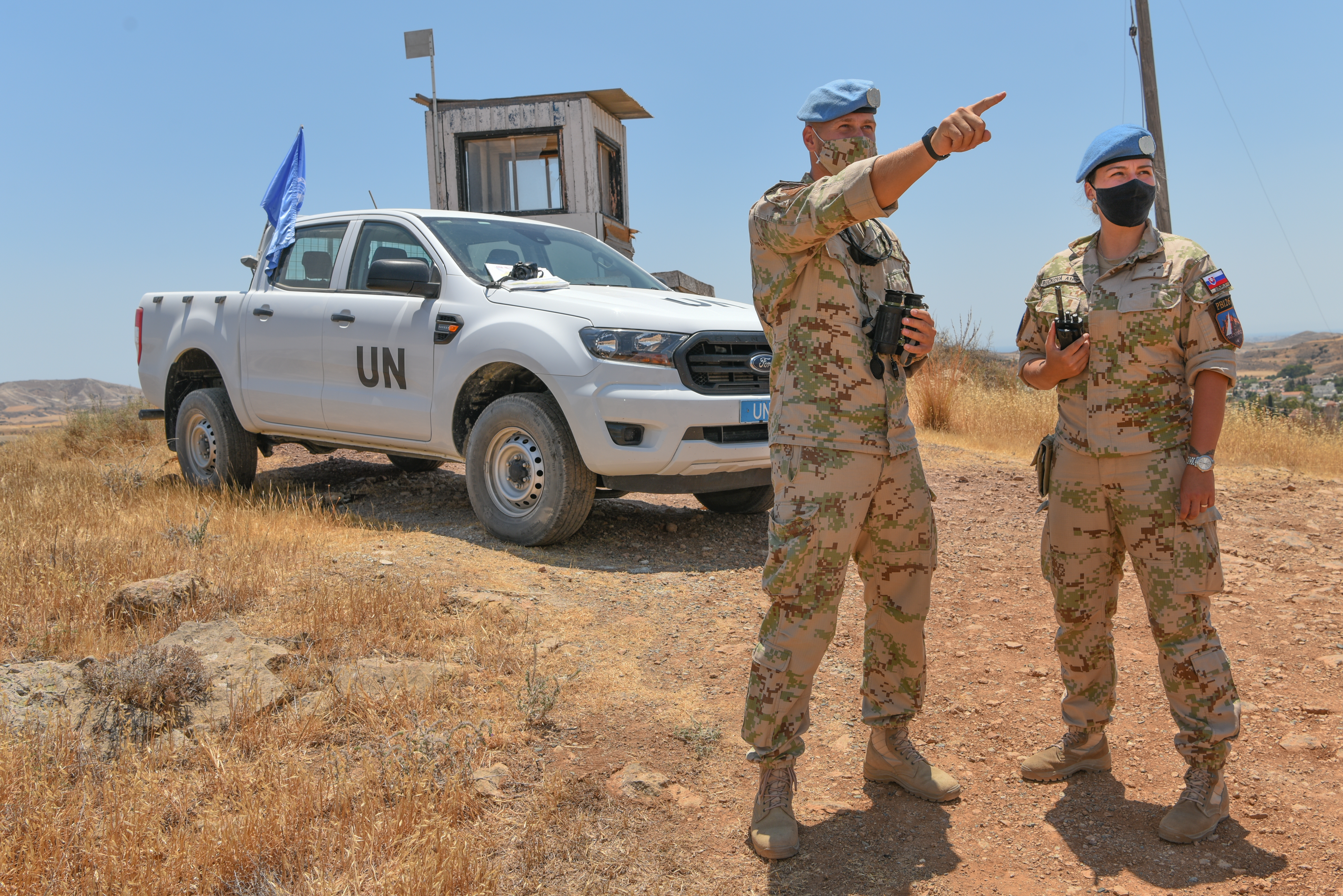
Vojáci OSN při hlídkování v nárazníkové zóně

UNFICYP je nejobvyklejší označení Mírové mise Organizace spojených národů na Kypru (jde o anglickou zkratku pojmu United Nations Peacekeeping Force in Cyprus). Vznikla na základě rezoluce Rady bezpečnosti OSN č. 186 z roku 1964, jejímž cílem bylo zabránit opakování násilných střetů mezi kyperskými Řeky a kyperskými Turky. Po řeckokyperském převratu v roce 1974 a následné turecké invazi na Kypr Rada bezpečnosti OSN prodloužila misi a rozšířila její mandát tak, aby zabránila vzniku regulérní války. Jednotky UNFICYP byly přemístěny do vytvořeného nárazníkového pásma mezi řeckou a tureckou částí Kypru. Od té doby pomáhají udržovat status quo nastolený invazí roku 1974, tedy faktické rozdělení ostrova na dvě části. Zpočátku se UNFICYP skládal z vojenských a civilních kontingentů z Austrálie, Rakouska, Kanady, Dánska, Finska, Irska, Nového Zélandu, Švédska a Británie. K roku 2023 misi tvoří kontingenty z Argentiny, Austrálie, Rakouska, Bosny a Hercegoviny, Brazílie, Kanady, Chorvatska, Salvadoru, Ghany, Maďarska, Indie, Irska, Itálie, Černé Hory, Nizozemska, Peru, Srbska, Slovenska, Ruska, Ukrajiny a Británie. K roku 2023 má mise sílu 1011 osob, z nichž je 740 vojáků a 68 policistů. Mandát pro UNFICYP byl naposledy obnoven 30. ledna 2023 a prodloužen do 31. ledna 2024.